# Stephen Abas

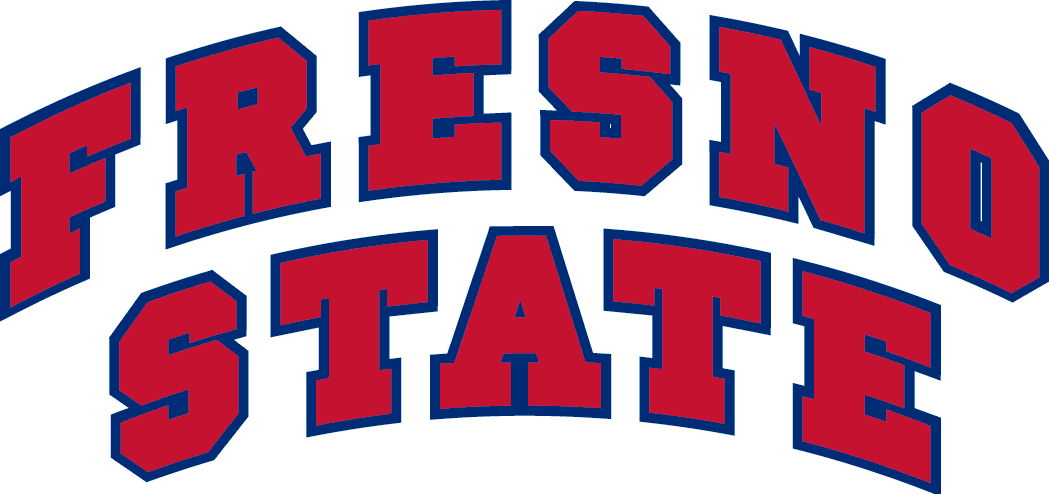
Zawodnik Fresno State Bulldogs

Stephen Anthony Abas (ur. 12 stycznia 1978) – amerykański zapaśnik w stylu wolnym i w mieszanych sztukach walki. Srebrny medal na Igrzyskach w Atenach 2004 w wadze do 55 kg. Piąty na mistrzostwach świata w 2003. Mistrz igrzysk panamerykańskich w 2003. Piąty w drużynie w Pucharze Świata w 2008 roku.
Pierwsze miejsce w Pucharze Świata w 2002, 2003 i 2005, a czwarty w 2001. Mistrz świata juniorów w 1998 roku. Zawodnik Fresno State University. Trzy razy wygrał NCAA (1999, 2001, 2002) i czwarty w 1998, czyli zdobył cztery tytuły All-American.
Od 2010 roku zawodnik MMA. Wygrał trzy walki.